# Secolo Verlag
Der Secolo Verlag ist ein 1993 gegründeter literatur- und kulturwissenschaftlicher Verlag mit Sitz in Osnabrück.

## Programm
Der Secolo Verlag (eigene Schreibweise: secolo) verlegt Titel aus den Bereichen asiatische Literatur, Kinder- und Jugendbuch, Kultur und Politik sowie Regionalliteratur. Der 1993 gegründete Verlag hat folgende Schwerpunkte: Sachbücher und Belletristik aus und für den asiatischen Raum, Ausstellungskataloge und Dokumentationen rund um kulturelle und politische Themen, regionale Veröffentlichungen. Im Bereich der regionalen Veröffentlichungen erschienen mehrere Bände einer Osnabrücker Umweltreihe, unter anderem »Quellen – Wege zum Wasser«. Zur asiatischen Literatur ist als wichtigstes Projekt die deutsche Herausgabe der koreanischen Familiensaga »Land« der berühmten Autorin Park Kyung-ni zu nennen. Übersetzerin der bisher erschienenen Bände von »Land« ist die deutsche Koreanistin Helga Picht, unterstützt wird das Projekt außerdem vom Korea-Verband e.V. und dem Literature Translation Institute of Korea. Mit der Übersetzung und Herausgabe von »Die träumende Brutmaschine« stellt der secolo Verlag ein Werk von Pak Wanso, einer weiteren bedeutenden südkoreanischen Schriftstellerin. Ein noch junger Bereich ist das Kinder- und Jugendbuch. Der Verlag ist eine 100-prozentige Tochter der Agentur sec Kommunikation und Gestaltung GmbH.
Die Produktion von Hardcovern und Paperbacks steht im Mittelpunkt der Arbeit von Secolo. In Zusammenarbeit mit Übersetzern, Fotografen, Illustratoren, Papiermühlen und Druckereien erarbeitet der Verlag mit eigenen Buchgestaltern individuelle Titel.